# Eriocaulon eurypeplon
Eriocaulon eurypeplon är en gräsväxtart som beskrevs av Friedrich August Körnicke. Eriocaulon eurypeplon ingår i släktet Eriocaulon och familjen Eriocaulaceae. IUCN kategoriserar arten globalt som livskraftig. Inga underarter finns listade i Catalogue of Life.